# Суперкубок Північної Ірландії з футболу 1999
Суперкубок Північної Ірландії з футболу 1999  — 5-й розіграш турніру. Матч відбувся 8 серпня 1999 року між чемпіоном Північної Ірландії клубом Гленторан та володарем кубку Північної Ірландії клубом Портадаун.
| Володар Суперкубка Північної Ірландії 1999 |
| ------------------------------------------ |
|                                            |
| Портадаун Перший титул                     |

## Матч

### Деталі
| 8 серпня 1999 |

| Портадаун | 2:1 | Гленторан |
| --------- | --- | --------- |
|           |     |           |

| Морнев'ю Парк, Лурган Глядачів: 2 000 |